# نیکولا جورجیچ
نیکولا جورجیچ (انگلیسی: Nikola Đurđić؛ زادهٔ ۱ آوریل ۱۹۸۶) بازیکن فوتبال اهل صربستان است.
از باشگاه‌هایی که در آن بازی کرده‌است می‌توان به باشگاه فوتبال آگسبورگ، باشگاه فوتبال گروتر فورث، باشگاه فوتبال هلسینگبورگس، باشگاه فوتبال مالمو، و باشگاه فوتبال فورتونا دوسلدورف اشاره کرد.
وی همچنین در تیم‌های ملی فوتبال زیر ۲۱ سال صربستان و صربستان بازی کرده‌است.